# Proterocladus
Proterocladus es un género extinto multicelular con una sola especie, Proterocladus antiquus. Su antigüedad es de hasta 1000 millones de años, probablemente pertenece al grupo Chlorophyta (algas verdes). Conocido por microfósiles que presentan una estructura filamentosa y uniseriada compuesta de células relativamente largas que ocasionalmente pueden dar lugar a ramificaciones. Las dimensiones de las células son de 6–50 µm de diámetro y 50–800 µm de longitud. Proterocladus presenta características que la asemejan al alga verde contemporánea Cladophora. Aparece en la formación Svabergfjellet en Spitsbergen.